# Maczo?
Maczo? – czwarty studyjny album Krzysztofa "K.A.S.Y." Kasowskiego. Ukazał się 14 lutego 2000 nakładem BMG Poland.
Album promowały trzy single: Maczo, Takie numery i Telenowele. Jeden z pozostałych utworów, Moja Mañana, doczekał się nowej wersji, która ukazała się w lipcu 2001 na singlu promującym album Reya Ceballo pt. Perro volando.
Na płycie pojawiły się trzy samplingi: z repertuaru Tito Puente (w utworach 2 i 10) i Perez Prado (w utworze 6).

## Lista utworów
Opracowano na podstawie materiału źródłowego
1. Maczo – 3:06
2. Telenowele – 4:04
3. Wszystko spełni się – 3:58
4. Chcę wrócić tu – 3:15
5. Moja Mañana – 3:42
6. Takie numery – 3:22
7. Czacza inaczej – 3:33
8. Hotel – 0:39
9. Być idolem – 3:16
10. O miłości tekst – 2:57
11. Maczo Latino – 3:07
12. Reklama 2000 – 3:08
13. Niby Bossa – 2:20

Łączny czas: 39:37
Album zawiera również prezentację multimedialną.

## Twórcy
- Krzysztof Kasowski – śpiew, muzyka, słowa, aranżacje, producent, programowanie, gitary, saksofon
- Jesus Estrada Guzman (Los Amigos) – śpiew i bas akustyczny (utwory 1, 2, 11 i 12)
- Gabriel Hernandez Rizo (Los Amigos) – śpiew, gitara akustyczna i flet (utwory 1, 2, 11 i 12)
- Alejandro Becerra Avalos (Los Amigos) – śpiew, skrzypce i bas akustyczny (utwory 1-3, 11 i 12)
- Grzegorz "Olo" Detka – inżynier dźwięku (utwory 5-7, 9-10 i 13)
- Mamadou Diouf – śpiew (utwór 3)
- Paweł Mazurczak – kontrabas (utwory 5, 7 i 13)
- plutonowy Piotr Scibisz – trąbka (utwory 1, 5-6, 11 i 13)
- Jacek Gawłowski – mastering (wszystkie utwory), inżynier dźwięku i miksowanie (utwory 1-4, 8 i 11-12)
- Ewa Dudelewicz, Tomasz Niedźwiedź – projekt okładki
- Szymon Kobusiński – zdjęcia na okładce